# کراتوکنژنکتیویت بهاره

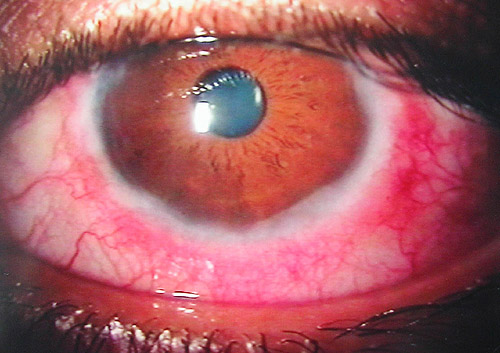
کراتوکنژنکتیویت

کراتوکنژنکتیویت بهاره (به انگلیسی: Vernal keratoconjunctivitis) یا کراتوکنژنکتیویت حساسیتی این بیماری یک حساسیت مزمن، غیرواگیر و دوطرفه ملتحمه، پلک فوقانی و قرنیه است. در فصل بهار، مناطق گرمسیر و روستاها و در پسران شایعتر است. شروع این بیماری به‌طور معمول بین ۳ تا ۲۰ سالگی می‌باشد و در سنین بالا اغلب بهتر می‌شود.

## علائم و نشانه‌ها
علائم شایع آن خارش شدید چشم، ترشحات غلیظ و چسبنده که گاه در روی مژه فوقانی دلمه می‌بندد، حساسیت به نور و التهاب مخاط چشم است. اغلب بیماران سابقه حساسیت یا اگزمای دوران کودکی را دارند.
چشم‌پزشک در معاینه ممکن است برجستگی‌های سفید رنگ و سفتی را پشت پلک فوقانی یا اطراف قرنیه مشاهده کند که این یافته کراتوکونژنکتیویت بهاره را از سایر بیماری‌ها متمایز می‌کند. گاهی درگیری در قرنیه به صورت نقطه نقطه و سطحی و در موارد شدید زخمی با حدود کاملاً مشخص و استریل مشاهده می‌شود که می‌تواند دید بیمار را به‌طور موقت یا دائمی کاهش دهد. برای تشخیص افتراقی این بیمار از کراتوکونژنکتیویت آتوپیک باید به سن شروع بیماری، محل زخم‌ها، درماتیت وعدم وجود تغییرات فصلی توجه شود.

## پاتوفیزیولوژی
واکنش‌های آلرژیک در نتیجه پاسخ شدید سیستم ایمنی بدن به مواد آلرژن به وجود می‌آیند. مهم‌ترین سلول شرکت‌کننده در بیماری کراتوکونژنکتیویت بهاره ائوزینوفیلها هستند.

## کنترل بیماری
هدف از کنترل این بیماری، کاهش علائم و جلوگیری از ایجاد عوارض تهدیدکننده بینائی است. موثرترین درمان حذف یا دوری از مواد آلرژن است که در اغلب اوقات غیرممکن می‌باشد.
کمپرس سرد، عینکهای محافظ، استفاده از اشک مصنوعی و پمادهای چشمی اغلب باعث تسکین علائم می‌شود. برای درمان مرحله حاد این بیماری می‌توان از آنتی هیستامینهای موضعی و در موارد شدیدتر از قطره‌های کورتیکواستروئید موضعی استفاده کرد. استفاده از مواد ثابت کنند ه غشاء سلول مانند کرومولین سدیم علائم فعلی بیماری را کاهش نمی‌دهد بلکه باعث کاهش علائم بیماری در روزهای بعد می‌شود، لذا برای جلوگیری و کنترل علائم بیماری استفاده می‌شود.
بیمارانی که زخم قرنیه دارند، باید با قطرههای سیکلوپلژیک و آنتی‌بیوتیکهای موضعی تحت درمان قرار گیرند. استفاده از یک لنز پانسمانی و نازک می‌تواند باعث کاهش تماس بین قرنیه و پلک شود. زمانی که قسمت سطحی قرنیه ترمیم شد آنگاه می‌توان از قطره‌های کورتیکواستروئید نیز استفاده کرد.
بهتر است برای کنترل این بیماری یک ماه قبل از شروع و در طول فصل حساسیت، از کرومولین سدیم استفاده کرد و آن‌ها را قطع نکرد زیرا پس از قطع، با شروع مجدد حداقل ۲ هفته طول می‌کشد تا اثر آن‌ها ظاهر شود.